# Girard (Familienname)
Girard oder de Girard ist ein Familienname, der vor allem in französischsprachigem Raum vorkommt.

## Namensträger
- Adele Girard (1913–1993), US-amerikanische Harfenistin und Pianistin
- Aimé Girard (1831–1898), französischer Chemiker und Agronom
- Albert Girard (1595–1632), französischer Mathematiker
- Alexander Girard (1907–1993), US-amerikanischer Innenarchitekt und Textildesigner
- Alexandre Girard-Bille (1899–1961), Schweizer Skisportler
- Amedeo Girard (1983–1972), italienischer Schauspieler
- Ami Girard (1819–1900), Schweizer Politiker und Offizier
- André Girard (Maler) (1901–1968), französischer Maler
- André Girard (Widerstandskämpfer) (1909–1993), französischer Widerstandskämpfer
- André Girard (Dirigent) (1913–1987), französischer Dirigent
- André Girard (Eishockeyspieler) (1925–??), kanadischer Eishockeyspieler und -trainer
- Anthony Girard (* 1959), französischer Komponist
- Arthur Girard (1885–1962), Schweizer Maler
- Arthur Girard de Soucanton (1813–1884), estnischer Unternehmer und Politiker
- Auguste Girard (* 1943), Schweizer Radrennfahrer
- Bob Girard (Robert Girard; 1948–2017), kanadischer Eishockeyspieler
- Bruno Girard (* 1970), französischer Boxer
- Charles Girard (Chemiker) (1837–1918), französischer Chemiker
- Charles Frédéric Girard (1822–1895), französisch-amerikanischer Arzt und Zoologe
- Christine Girard (* 1985), kanadische Gewichtheberin
- Christophe Girard (Politiker) (* 1956), französischer Industriemanager und Politiker
- Christophe Girard (Boxer) (* 1967), französischer Boxer
- David F. Girard-diCarlo (* 1942), US-amerikanischer Jurist und Diplomat
- Delphine Girard (* 1990), kanadisch-belgische Filmregisseurin
- Dominique Girard (um 1680–1738), französischer Gartenarchitekt und Ingenieur
- Dominique Othenin-Girard (* 1958), Schweizer Filmregisseur
- Édith Girard (1949–2014), französische Architektin
- Elie Girard (* 1983), französischer Kameramann und Filmregisseur
- Émilie Girard (* 2000), französische Langstreckenläuferin
- Emmanuelle Girard (* 1999), französische Tennisspielerin
- Evan Girard (* 1993), kanadischer Biathlet
- Fina Girard (* 2001), Schweizer Politikerin
- François Girard (* 1963), kanadischer Regisseur und Drehbuchautor
- Frédéric de Girard (1810–1851), französischer Botaniker
- Gabriel Girard (1677–1748), französischer Romanist, Slawist, Grammatiker und Lexikologe
- George Girard (1930–1957), US-amerikanischer Trompeter und Sänger
- Gertrude Girard-Montet (1913–1989), Schweizer Journalistin, Politikerin und Frauenrechtlerin
- Heinrich Girard (1814–1878), deutscher Geologe und Mineraloge
- Henri Georges Girard (Pseudonym Georges Arnaud; 1917–1987), französischer Schriftsteller
- Ismaël Girard (1898–1976), französischer Arzt und Dichter
- Jacques Antoine Vith Girard, französischer Baumeister
- Jean Girard (Tiermediziner) (1770–1852), französischer Tiermediziner
- Jean-Baptiste Girard (Jesuit) (1680–1733), französischer Jesuit
- Jean Baptiste Girard (Père Grégoire, 1765–1850), Schweizer Franziskaner und Pädagoge
- Jean-Baptiste Girard (General) (1775–1815), französischer General
- Jean-Joseph Girard (1766–1831), Schweizer Geistlicher, Abt von Magerau
- Jean-Michel Girard (* 1948), Schweizer Priester und Augustiner-Chorherr, Apostolischer Administrator von Saint-Maurice
- Jean Pierre Girard (General) (1750–1811), Genfer General
- Jean-Pierre Girard (Autor) (* 1942), französischer Parapsychologe und Autor
- Jean-Pierre Girard (Schriftsteller) (* 1961), kanadischer Schriftsteller
- Jean-Yves Girard (* 1947), französischer mathematischer Logiker
- Joe Girard (1928–2019), US-amerikanischer Verkäufer und Autor
- Johann Girard de Soucanton (1826–1896), estnischer Industrieller
- Johann Karl Girard (1732–1799), estnischer Unternehmer
- Johann Karl Girard de Soucanton (1785–1868), estnischer Unternehmer und Politiker
- Joseph Girard (1815–1890), Schweizer Politiker und Richter
- Jules Girard (Altphilologe) (1825–1902), französischer Altphilologe
- Jules Girard (Geograph) (1839–1921), französischer Geograph
- Jules Girard (Mediziner) (1847–1919), französischer Chirurg
- Jules Girard (Bischof) (1863–1950), französischer Geistlicher, Bischof von Bulla Regia
- Jules Girard (Journalist) (1871–1927), französischer Journalist
- Louis-Dominique Girard (1815–1871), französischer Ingenieur und Erfinder
- Madeleine Girard (um 1915–nach 1962), französische Badmintonspielerin
- Marc-Amable Girard (1822–1892), kanadischer Politiker
- Marie-François Firmin-Girard (1838–1921), französischer Maler
- Maurice Jean Auguste Girard (1822–1886), französischer Insektenkundler
- Narcisse Girard (1797–1860), französischer Dirigent
- Nicole Girard-Mangin (1878–1919), französische Ärztin
- Noël-Jules Girard (1816–1886), französischer Bildhauer
- Patricia Girard (* 1968), französische Hürdenläuferin
- Paul Girard (1852–1922), französischer Archäologe und Epigraphiker
- Philippe Henri de Girard (1775–1845), französischer Industrieller und Mechaniker
- Pierre Girard (Geistlicher) († 1415), französischer Geistlicher, Bischof und Pseudokardinal
- Pierre Girard (Maler) (1806–1872), französischer Maler
- Pierre Girard (Schriftsteller) (1892–1956), Schweizer Schriftsteller
- Pierre Girard (Segler) (1926–2022), Schweizer Segler
- Pierre Girard (Journalist) (* 1982), französischer Journalist und Fernsehmoderator
- Pierre-Louis Girard (* 1942), Schweizer Diplomat
- Pierre-Simon Girard (1765–1836), französischer Ingenieur
- Rémy Girard (* 1950), kanadischer Schauspieler
- René Girard (1923–2015), französischer Literaturwissenschaftler und Kulturphilosoph
- René Girard (Fußballspieler) (* 1954), französischer Fußballspieler und -trainer
- Rick Girard (* 1974), deutscher Eishockeyspieler
- Samuel Girard (Shorttracker) (* 1996), kanadischer Shorttracker
- Samuel Girard (Eishockeyspieler) (* 1998), kanadischer Eishockeyspieler
- Stephen Girard (1750–1831), US-amerikanischer Philanthrop
- Xavier Girard (* 1970), französischer Nordischer Kombinierer
- Yvonne Girard (1912–1980), französische Badmintonspielerin